# 木下忠良
木下 忠良（きのした ただよし、1916年〈大正5年〉1月15日 - 1991年〈平成3年〉8月17日）は、日本の裁判官。最高裁判所判事。兵庫県姫路市出身。

## 概要
1934年(昭和9年)旧制姫路高等学校文科乙類卒業。1937年（昭和12年）東京帝国大学法科を卒業。同年に司法官試補。裁判官生活は浦和、福岡、水戸、東京、大阪と各地に及び、大阪高裁判事、旭川地・家裁所長を経て、1970年（昭和45年）に大阪地裁所長に就任。その後、1975年（昭和50年）10月に仙台高裁長官、1977年（昭和52年）9月に大阪高裁長官に就任。
1979年（昭和54年）3月1日に最高裁判所判事に就任。裁判官出身の最高裁判事としては珍しく最高裁事務総局勤務が無かった。
大阪空港訴訟の1981年（昭和56年）12月16日の最高裁大法廷の判決では「夜間空港使用の差し止め」について請求を棄却した多数意見に対して請求を認める反対意見を表明した。
1986年（昭和61年）1月に定年退官した。1988年勲一等瑞宝章受章。